# Чентро 32 (Рим)
Чентро 32 је насеље у Италији у округу Рим, региону Лацио.
Према процени из 2011. у насељу је живело 72 становника. Насеље се налази на надморској висини од 3 м.